# Бредероде, Йохан Вольферт ван
Йохан Вольферт ван Бредероде (нидерл. Joan Wolfert van Brederode; 12 июля 1599, Вианен — 3 сентября 1655) — нидерландский военный и государственный деятель времён Республики Соединённых провинций.

## Биография

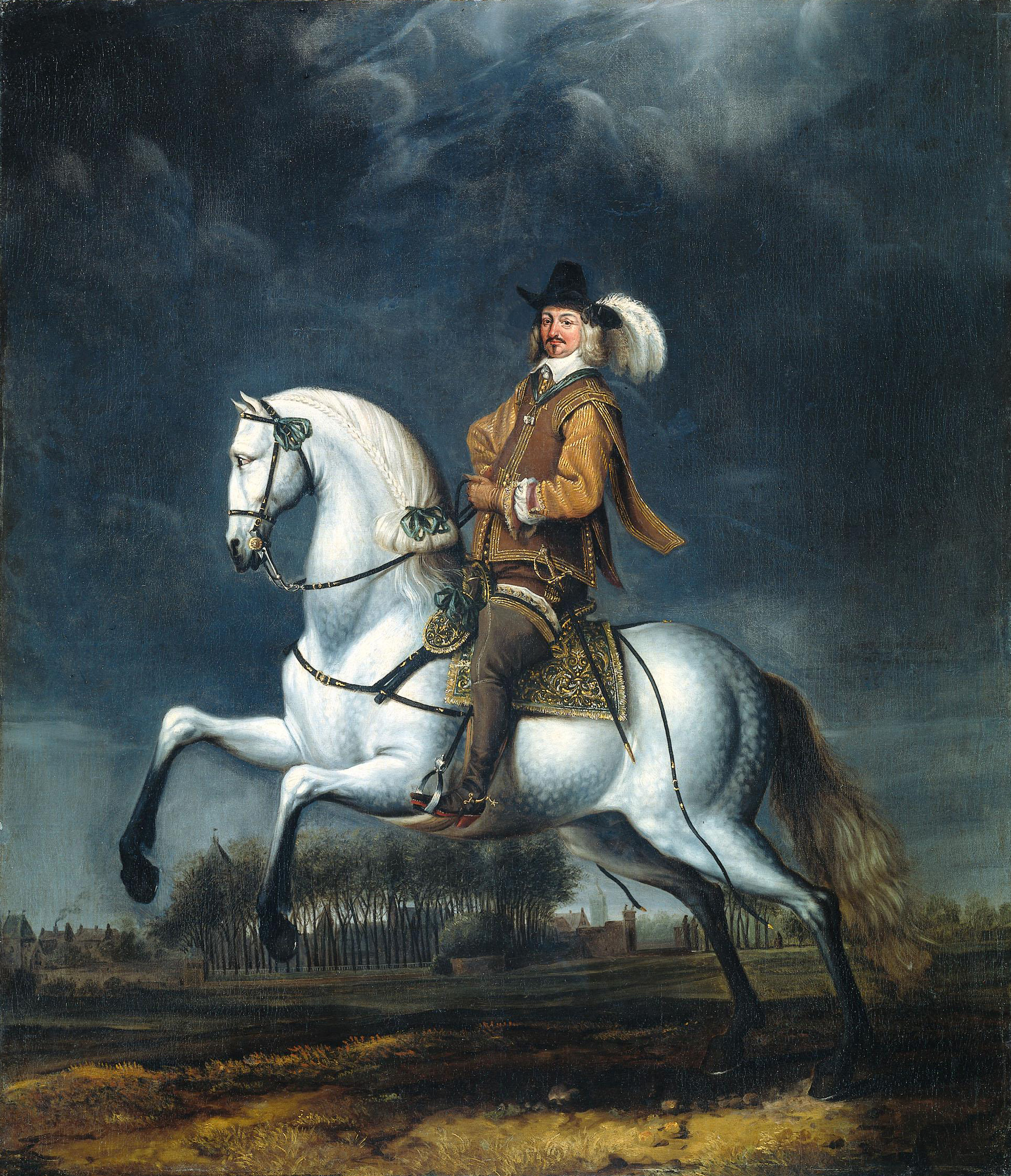
Портрет на коне с замком Батенстейн на заднем плане (школа Томаса де Кейзера, около 1645 г.)

Йохан Вольферт ван Бредероде происходил от одной из старейших дворянских династий Голландии, дома Бредероде. Бредероде утверждали своё происхождение от графов Голландии и поэтому изображали голландского льва на своём гербе. Его отец был Флорис ван Бредероде, поместный владелец Клутинге (умер в 1599 году), а его мать — Теодора ван Хафтен (умерла около 1630 года). Он сменил своего дядю Валравена IV ван Бредероде как владельца всех его поместий.
Йохан Вольферт ван Бредероде женился в 1619 году на Анне Иоганне фон Нассау-Зиген, дочери Иоганна VII фон Нассау-Зигена, родственника штатгальтеров Нидерландов. Позже он женился на Кристине Луизе фон Зольмс-Браунфельс. Бредероде сделал карьеру военного. Он был полковником кампании Бредероде. С 1630 по 1655 годы он был губернатором Хертогенбоса. В 1635 году он стал генералом артиллерии, а в 1642 году — фельдмаршалом вооружённых сил.
Его именем, как сводного брата штатгальтера Фредерика Генриха Оранского, был назван новый флагманский корабль Бредероде, который был под командованием вице-адмирала Витте де Витта и лейтенант-адмирала Мартена Тромпа.
Несмотря на его дворянское происхождение и тот факт, что он сделал карьеру в армии Оранских, он был близким другом Яна де Витта. В течение Первого периода без штатгальтера в 1651 году Бредероде подавил волнения оранжистов в Дордрехте. Он показал себя республиканцем и был первым дворянином-риддером Голландии, который являлся убеждённым сторонником де Витта. Под руководством де Витта в 1654 году был заключён мир с Англией (Вестминстерский договор), вместе с которым руководители Голландии подписали секретный Акт устранения, который запрещал сыну штатгальтера Вильгельма II Оранского, Вильгельму III, наследовать пост штатгальтера. Главными инициаторами акта были де Витт, Корнелис де Графф, Якоб ван Вассенар Обдам и Бредероде. Его смерть в сентябре 1655 года была также ударом по великому пенсионарию Яну де Витту, потому что большинство риддеров было на стороне дома Оранских.

## Семья
Йохан Вольферт ван Бредероде и Анна Иоганна ван Нассау-Зиген вырастили четырёх детей, доживших до зрелого возраста:
- София (16 марта 1620 г. — 23 сентября 1678 г.), вышла замуж за своего двоюродного брата, бургграфа Христиана Альбрехта фон Дона
- Флорентина (7 января 1624 г. — 13 января 1698 г.), вышла замуж за графа Морица фон Сольмс
- Анна Траектана (1625 г. — 23 февраля 1672 г.), вышла замуж в 1670 году за графа Георга Германа Рейнхарда фон Вид-Рункеля
- Анна Амалия (1626 г. — 14 августа 1663 г.), вышла замуж 13 февраля 1645 года за Альбрехта Хендрика Славата Врейхера Хлума-Косемберга, а 28 декабря 1662 года — за Готтлиба Амадеуса[8]

Пятеро жизнеспособных детей было от его брака с Кристиной Луизой фон Зольмс-Браунфельс:
- Хендрик ван Бредероде (28 ноября 1638 г. — 1 июля 1657 г.)
- Луиза Кристина (21 декабря 1639 г. — май 1660 г.), вышла замуж 15 сентября 1658 за Фабиана фон Дона-Рейхертсвальде
- Хедвиг Агнес ван Бредерод (10 августа 1643 г. — 27 ноября 1684 г.)
- Амелия Вильгельмина ван Бредероде (1643 г. — ?), вышла замуж 10 апреля 1664 года за Армана Номпара де Комона ла Форса, маркиза де Монпуяна (1615—1701)
- Вольферт ван Бредероде (18 ноября 1649 г. — 15 июня 1679 г.), последний мужской наследник семьи Бредероде